# España en la Copa Mundial de Fútbol de 1934
España fue una de las 16 selecciones participantes de la Copa Mundial de Fútbol de Italia 1934, siendo esta su primera participación en un mundial de fútbol.

## Clasificación
| 11 de marzo de 1934 | España                                                                             | 9–0     | Portugal | Estadio de Chamartín, Madrid, España                          |                                                               |
|                     | González 3' · Lángara 13' 14' (pen.) 46' 71' 85' · Regueiro 65' 70' · Ventolrà 68' | Reporte |          | Asistencia: 50,000 espectadores Árbitro(s): Raphael van Praag | Asistencia: 50,000 espectadores Árbitro(s): Raphael van Praag |

| 18 de marzo de 1934 | Portugal  | 1–2 (Global 1-11) | España          | Estádio do Lumiar, Lisboa, Portugal                           |                                                               |
|                     | Silva 10' | Reporte           | Lángara 12' 25' | Asistencia: 35,000 espectadores Árbitro(s): Raphael van Praag | Asistencia: 35,000 espectadores Árbitro(s): Raphael van Praag |

## Jugadores
Estos fueron los 22 jugadores convocados por España para el torneo:

## Resultados
España fue eliminado en la segunda ronda.

### Primera Ronda
| 27 de mayo de 1934 | España                                   | 3–1     | Brasil       | Stadio Luigi Ferraris, Génova                             |                                                           |
|                    | Iraragorri 18' (pen.), 25' · Lángara 29' | Reporte | Leônidas 55' | Asistencia: 21,000 espectadores Árbitro(s): Alfred Birlem | Asistencia: 21,000 espectadores Árbitro(s): Alfred Birlem |

### Cuartos de final
| 31 de mayo de 1934                                             | Italia      | 1–1 (t. s.) | España       | Stadio Giovanni Berta, Florencia                        |                                                         |
|                                                                | Ferrari 44' | Reporte     | Regueiro 30' | Asistencia: 35,000 espectadores Árbitro(s): Louis Baert | Asistencia: 35,000 espectadores Árbitro(s): Louis Baert |
| Se jugaría un partido de desempate para definir al clasificado |             |             |              |                                                         |                                                         |

| 1 de junio de 1934 | Italia     | 1–0     | España | Stadio Giovanni Berta, Florencia                        |                                                         |
|                    | Meazza 11' | Reporte |        | Asistencia: 43,000 espectadores Árbitro(s): René Mercet | Asistencia: 43,000 espectadores Árbitro(s): René Mercet |